# Ondrej Kukal
Ondrej Kukal (født 14. august 1964 i Prag, Tjekkiet) er en tjekkisk komponist, dirigent og violinist.
Kukal studerede komposition og violin på Musikkonservatoriet, og på akademiet for udøvende kunst i Prag hos bl.a. Jindrich Feld. Han studerede senere direktion på samme skole, og blev efter endt studietid dirigent for mange forskellige symfoniorkestre, og senere chefdirigent for Hradec Kralove Filharmoniske Orkester. Kukal har skrevet to symfonier, orkesterværker, koncertmusik, kammermusik og solostykker for mange forskellige instrumenter. Han har indspillet en del orkester værker af hovedsageligt tjekkiske komponister. Kukal har også været gæstedirigent for f.eks. BBC Filharmoniske Orkester i London.

## Udvalgte værker
- Symfoni (1982-1983) - for stort strygeorkester
- Kammersymfoni (1999) - for strygeorkester
- Symfoni nr. 1 "Med en klokke" (2000) - for orkester
- Fagotkoncert (1998) - for fagot og strygeorkester
- Klarinetkoncert (1994) - for klarinet og strygeorkester
- Fløjtekoncert "Flautianna" (2007) - for fløjte og orkester